# Run for your life (klimatperformance)
Run for your life är ett stafettlopp från Arktis till Paris under november 2015 inför klimattoppmötet i Paris i december 2015. Loppet genomförs som ett klimatperformance startat av Riksteatern med Lisa Färnström som konstnärlig ledare.  De 1 000 deltagarna är personer som bor längs stafettvägen och som delar med sig av sin berättelse om hur klimatkrisen påverkar deras liv. Hela loppet strömmas och kan följas direkt.

## Bakgrund
I december 2015 börjar FN:s klimattoppmöte i Paris då världens ledare samlas för att komma överens om ett bindande klimatavtal. Mötet har getts stor betydelse eftersom det anses vara alltmer bråttom att mänskligheten börjar agera mot klimatförändringarna. Run for your life citerar :
| ”                                 | There are times when we must accept small steps forward — and there are other times when you need to run like a buffalo. Now is the time to run. | „ |
| – Henry Red Cloud, Lakotastammen, | |   |

(Ungefärlig översättning: Det finns tider när man måste acceptera små steg framåt – och andra då man måste springa som en buffel. Nu är det tid att springa.)
För att underlätta springandet blev det ett stafettlopp från Kiruna till Paris på 21 dagar. Syftet är också att ge klimatfrågan en berättelse och ett ansikte, eller "snarare 1 000 kroppar, 1 000 ansikten och 1 000 berättelser."

## Loppet
Stafetten startade den 9 november 2015 i Kiruna med två samiska konstnärer (Jenni Laiti och Mimie Märak) och stenen som fungerade som stafettpinne fortsatte sedan de 450 mil mot Paris. Längs loppet uppmanades allmänheten sluta upp och i flera städer som stafetten passerade ordnades evenemang. Loppet nådde Paris den 30 november och avslutades med klimataktivisten Milan Loeak från Marshallöarna som tog med sig stenen in på klimattoppmötet.
På grund av försämrad framkomlighet genom Europa, bland annat eftersom säkerhetsläget förändrades drastiskt efter terrordåden i Paris, fick stafettstenen tidvis transporteras i bil för att tidsschemat skulle hållas.
Bland de som anmälde sig till stafetten fanns bland annat Pär Holmgren, Mikaela Laurén, Emil Jensen och Lena Endre.